# Klugajny
Klugajny (niem. Klogehnen) – wieś w Polsce położona w województwie warmińsko-mazurskim, w powiecie ostródzkim, w gminie Miłakowo.
W latach 1975–1998 miejscowość administracyjnie należała do województwa olsztyńskiego. Miejscowość leży w historycznym regionie Prus Górnych.
Wieś wzmiankowana w dokumentach z roku 1411 i 1419, jako wieś pruska na 17 włókach. Pierwotna nazwa Claugeyn najprawdopodobniej wywodzi się z języka pruskiego. W roku 1782 we wsi odnotowano 12 domów (dymów), natomiast w 1858 w 14 gospodarstwach domowych było 119 mieszkańców. W latach 1937–39 było 52 mieszkańców. W roku 1973 wieś należała do powiatu morąskiego, gmina i poczta Miłakowo.